# Eric Jensen
Eric Jensen (* 1. Februar 1970) ist ein kanadischer Rennfahrer und Rennstallbesitzer. Er ist ein Sohn des Rennfahrers Bruce Jensen.

## Karriere als Rennfahrer
Jensen begann seine Motorsportkarriere 1992. 1997 und 1998 trat er zu jeweils einem Rennen der Indy Lights an und blieb beide Rennen ohne Punkte. 1999 gründete er den Rennstall Jensen MotorSport, für den er ab dieser Saison in der Atlantic Championship antrat. Von 1999 bis 2002 startete er zu insgesamt 16 Rennen dieser Meisterschaft, bestritt jedoch nie mehr als eine halbe Saison. 2003 nahm er an elf von zwölf Rennen der Atlantic Championship teil und erzielte seine ersten Punkte. Mit einem achten Platz als bestes Resultat beendete er die Saison als Zwölfter. Diese Saison stellte die einzige dar, in der Jensen über die Hälfte der Rennen bestritt. 2004 absolvierte er wieder eine halbe Saison in der Atlantic Championship. Ein achter Platz war erneut sein bestes Ergebnis und er wurde 15. in der Meisterschaft. 2005 trat er nur zu einem Drittel der Rennen an. Mit einem fünften Platz erzielte er in dieser Saison sein bestes Ergebnis in der Atlantic Championship und belegte den 14. Meisterschaftsplatz.
2008 kehrte Jensen für zwei Atlantic-Championship-Rennen als Rennfahrer in den Motorsport zurück. Er schloss die Saison auf dem 25. Platz ab. 2009 nahm Jensen an drei Rennen der letzten Atlantic-Championship-Saison teil. Er beendete alle Rennen unter den ersten zehn Piloten und wurde Zwölfter in der Meisterschaft.
2011 kehrte Jensen für ein Rennen in die Indy Lights zurück. Dabei scheiterte er an der Qualifikation.

## Karriere als Rennstallbesitzer
Jensen gründete 1999 den Rennstall Jensen MotorSport. Der Rennstall war von seiner Gründung bis zum Ende der Rennserie 2009 in der Atlantic Championship aktiv. Seit 2011 tritt er in der Indy Lights an. 2005 nahm der Rennstall an einem Champ-Car-Rennen teil. Fabrizio del Monte war dabei der Pilot des Teams.

## Karrierestationen
| - 1997: Indy Lights - 1998: Indy Lights - 1999: Atlantic Championship - 2000: Atlantic Championship | - 2001: Atlantic Championship - 2002: Atlantic Championship - 2003: Atlantic Championship (Platz 12) - 2004: Atlantic Championship (Platz 15) | - 2005: Atlantic Championship (Platz 14) - 2008: Atlantic Championship (Platz 25) - 2009: Atlantic Championship (Platz 12) |